# ヨルダンの首相
ヨルダンの首相（ヨルダンのしゅしょう、アラビア語: رئيس وزراء الأردن）は、ヨルダン・ハシミテ王国の政府の長たる首相である。首相は国王に任命された後、ヨルダン議会が信任投票を通じて新政府の計画を承認する。首相の任期には規定がなく、そのうちの何人かは非連続で複数回務めている。立憲君主制とはいえ、国王に一定の行政権が与えられている。

## 概要
1952年施行のヨルダン憲法では、首相率いる内閣は閣僚評議会で決定した法案を国王に提出し、批准しなければならない。内閣は常に下院に責任を負い、閣僚の任免権は首相の助言によって、行う。首相省は以下の民間機関からも構成される。
附属機関
1. ヨルダン総合情報部
2. ヨルダン原子力委員会（英語版）
3. 監査局
4. アカバ経済特別区庁（英語版）
5. 国家資源投資開発公社

## 歴代首相一覧
| 代                                     | 画像 | 氏名                                                                    | 任期           | 任期                        | 任期        | 政党       | 国王                          |
| 代                                     | 画像 | 氏名                                                                    | 就任           | 退任                        | 期間        | 政党       | 国王                          |
| -------------------------------------- | ---- | ----------------------------------------------------------------------- | -------------- | --------------------------- | ----------- | ---------- | ----------------------------- |
| トランスヨルダン王国（1921年–1946年）  |      |                                                                         |                |                             |             |            |                               |
| 1                                      |      | ラシード・タリーア رشيد طليع (1877–1926)                                | 1921年4月11日  | 1921年8月5日                | 116日       | 無所属     | アブドゥッラー1世 (1921–1946) |
| 2                                      |      | マズハル・ラスラーン مظهر رسلان (1886–1948)                             | 1921年8月15日  | 1922年3月10日               | 207日       | 無所属     | アブドゥッラー1世 (1921–1946) |
| 3                                      |      | アリー・リダー・アッ＝リカービー علي رضا باشا الركابي (1864–1943)       | 1922年3月10日  | 1923年2月1日                | 328日       | 軍人       | アブドゥッラー1世 (1921–1946) |
| 暫定                                   |      | マズハル・ラスラーン مظهر رسلان (1886–1948)                             | 1923年2月1日   | 1923年9月5日                | 216日       | 無所属     | アブドゥッラー1世 (1921–1946) |
| 4                                      |      | ハサン・アブー・アル＝フダー حسن خالد ابو الهدى (1871–1936)             | 1923年9月5日   | 1924年3月3日                | 180日       | 無所属     | アブドゥッラー1世 (1921–1946) |
| (3)                                    |      | アリー・リダー・アッ＝リカービー علي رضا باشا الركابي (1864–1943)       | 1924年3月3日   | 1926年6月26日               | 2年 + 115日 | 軍人       | アブドゥッラー1世 (1921–1946) |
| (4)                                    |      | ハサン・アブー・アル＝フダー حسن خالد ابو الهدى (1871–1936)             | 1926年6月26日  | 1931年2月22日               | 4年 + 241日 | 無所属     | アブドゥッラー1世 (1921–1946) |
| 5                                      |      | アブドッラー・シラージュ عبد الله سراج (1876–1949)                      | 1931年2月22日  | 1933年10月18日              | 2年 + 238日 | 無所属     | アブドゥッラー1世 (1921–1946) |
| 6                                      |      | イブラーヒーム・ハーシェム إبراهيم هاشم (1878–1958)                     | 1933年10月18日 | 1938年9月26日               | 4年 + 345日 | 無所属     | アブドゥッラー1世 (1921–1946) |
| 7                                      |      | タウフィーク・アブー・アル＝フダー توفيق أبو الهدى (1894–1956)          | 1938年9月28日  | 1944年10月15日              | 6年 + 17日  | 無所属     | アブドゥッラー1世 (1921–1946) |
| 8                                      |      | サミール・アッ＝リファーイー سمير الرفاعي (1901–1965)                   | 1944年10月15日 | 1945年5月19日               | 216日       | 無所属     | アブドゥッラー1世 (1921–1946) |
| (6)                                    |      | イブラーヒーム・ハーシェム إبراهيم هاشم (1878–1958)                     | 1945年5月19日  | 1946年5月25日               | 1年 + 6日   | 無所属     | アブドゥッラー1世 (1921–1946) |
| ヨルダン・ハシミテ王国 （1946年–現在） |      |                                                                         |                |                             |             |            |                               |
| (6)                                    |      | イブラーヒーム・ハーシェム إبراهيم هاشم (1878–1958)                     | 1946年5月25日  | 1947年2月4日                | 255日       | 無所属     | アブドゥッラー1世 (1946–1951) |
| (8)                                    |      | サミール・アッ＝リファーイー سمير الرفاعي (1901–1965)                   | 1947年2月4日   | 1947年12月28日              | 327日       | 無所属     | アブドゥッラー1世 (1946–1951) |
| (7)                                    |      | タウフィーク・アブー・アル＝フダー توفيق أبو الهدى (1894–1956)          | 1947年12月28日 | 1950年4月12日               | 2年 + 105日 | 無所属     | アブドゥッラー1世 (1946–1951) |
| 9                                      |      | サイード・アル＝ムフティー سعيد المفتي (1898–1989)                      | 1950年4月12日  | 1950年12月4日               | 236日       | 無所属     | アブドゥッラー1世 (1946–1951) |
| (8)                                    |      | サミール・アッ＝リファーイー سمير الرفاعي (1901–1965)                   | 1950年12月4日  | 1951年7月25日               | 233日       | 無所属     | アブドゥッラー1世 (1946–1951) |
| (7)                                    |      | タウフィーク・アブー・アル＝フダー توفيق أبو الهدى (1894–1956)          | 1951年7月25日  | 1953年5月5日                | 1年 + 284日 | 無所属     | タラール1世 (1951–1952)       |
| 10                                     |      | ファウジー・ムルキー فوزي الملقي (1910–1962)                            | 1953年5月5日   | 1954年5月2日                | 364日       | 無所属     | フセイン1世 (1952–1999)       |
| (7)                                    |      | タウフィーク・アブー・アル＝フダー توفيق أبو الهدى (1894–1956)          | 1954年5月4日   | 1955年5月30日               | 1年 + 26日  | 無所属     | フセイン1世 (1952–1999)       |
| (9)                                    |      | サイード・アル＝ムフティー سعيد المفتي (1898–1989)                      | 1955年5月30日  | 1955年12月15日              | 199日       | 無所属     | フセイン1世 (1952–1999)       |
| 11                                     |      | ハッザーア・アル＝マジャーリー هزاع المجالي (1917–1960)                 | 1955年12月15日 | 1955年12月21日              | 6日         | 無所属     | フセイン1世 (1952–1999)       |
| 暫定                                   |      | イブラーヒーム・ハーシェム إبراهيم هاشم (1878–1958)                     | 1955年12月21日 | 1956年1月8日                | 18日        | 無所属     | フセイン1世 (1952–1999)       |
| (8)                                    |      | サミール・アッ＝リファーイー سمير الرفاعي (1901–1965)                   | 1956年1月8日   | 1956年5月22日               | 135日       | 無所属     | フセイン1世 (1952–1999)       |
| (9)                                    |      | サイード・アル＝ムフティー سعيد المفتي (1898–1989)                      | 1956年5月22日  | 1956年7月1日                | 40日        | 無所属     | フセイン1世 (1952–1999)       |
| (6)                                    |      | イブラーヒーム・ハーシェム إبراهيم هاشم (1878–1958)                     | 1956年7月1日   | 1956年10月29日              | 120日       | 無所属     | フセイン1世 (1952–1999)       |
| 12                                     |      | スレイマーン・ナブルーシー (1908–1976)                                  | 1956年10月29日 | 1957年4月13日               | 166日       | 国家社会党 | フセイン1世 (1952–1999)       |
| 13                                     |      | フセイン・アル＝ハーリディー حسين الخالدي (1895–1966)                   | 1957年4月15日  | 1957年4月24日               | 9日         | 無所属     | フセイン1世 (1952–1999)       |
| (6)                                    |      | イブラーヒーム・ハーシェム إبراهيم هاشم (1878–1958)                     | 1957年4月24日  | 1958年5月18日               | 1年 + 24日  | 無所属     | フセイン1世 (1952–1999)       |
| (8)                                    |      | サミール・アッ＝リファーイー سمير الرفاعي (1901–1965)                   | 1958年5月18日  | 1959年5月6日                | 353日       | 無所属     | フセイン1世 (1952–1999)       |
| (11)                                   |      | ハッザーア・アル＝マジャーリー هزاع المجالي (1917–1960)                 | 1959年5月6日   | 1960年8月29日 (暗殺)        | 1年 + 85日  | 無所属     | フセイン1世 (1952–1999)       |
| 14                                     |      | バフジャト・アッ＝タルフーニー بهجت التلهوني (1913–1994)                | 1960年8月29日  | 1962年1月28日               | 1年 + 152日 | 無所属     | フセイン1世 (1952–1999)       |
| 15                                     |      | ワスフィー・アッ＝タル وصفي التل (1919–1971)                            | 1962年1月28日  | 1963年3月27日               | 1年 + 58日  | 無所属     | フセイン1世 (1952–1999)       |
| (8)                                    |      | サミール・アッ＝リファーイー سمير الرفاعي (1901–1965)                   | 1963年3月27日  | 1963年4月21日               | 25日        | 無所属     | フセイン1世 (1952–1999)       |
| 16                                     |      | フセイン・イブン・ナーセル حسين بن ناصر (1902–1982)                     | 1963年4月21日  | 1964年7月6日                | 1年 + 76日  | 無所属     | フセイン1世 (1952–1999)       |
| (14)                                   |      | バフジャト・アッ＝タルフーニー بهجت التلهوني (1913–1994)                | 1964年7月6日   | 1965年2月14日               | 223日       | 無所属     | フセイン1世 (1952–1999)       |
| (15)                                   |      | ワスフィー・アッ＝タル وصفي التل (1919–1971)                            | 1965年2月14日  | 1967年3月4日                | 2年 + 18日  | 無所属     | フセイン1世 (1952–1999)       |
| (16)                                   |      | フセイン・ビン・ナーセル حسين بن ناصر (1902–1982)                       | 1967年3月4日   | 1967年4月23日               | 50日        | 無所属     | フセイン1世 (1952–1999)       |
| 17                                     |      | サアド・ジュマア سعد جمعة (1916–1979)                                   | 1967年4月23日  | 1967年10月7日               | 167日       | 無所属     | フセイン1世 (1952–1999)       |
| (14)                                   |      | バフジャト・アッ＝タルフーニー بهجت التلهوني (1913–1994)                | 1967年10月7日  | 1969年3月24日               | 1年 + 168日 | 無所属     | フセイン1世 (1952–1999)       |
| 18                                     |      | アブドゥルムニイム・リファーイー عبد المنعم الرفاعي (1917–1985)         | 1969年3月24日  | 1969年8月13日               | 142日       | 無所属     | フセイン1世 (1952–1999)       |
| (14)                                   |      | バフジャト・アッ＝タルフーニー بهجت التلهوني (1913–1994)                | 1969年8月13日  | 1970年6月27日               | 318日       | 無所属     | フセイン1世 (1952–1999)       |
| (18)                                   |      | アブドゥルムニイム・リファーイー عبد المنعم الرفاعي (1917–1985)         | 1970年6月27日  | 1970年9月16日               | 81日        | 無所属     | フセイン1世 (1952–1999)       |
| 19                                     |      | ムハンマド・アル＝アッバースィー (1914–1972)                            | 1970年9月16日  | 1970年9月26日               | 10日        | 軍人       | フセイン1世 (1952–1999)       |
| 20                                     |      | アフマド・トゥーカーン أحمد طوقان (1903–1981)                           | 1970年9月26日  | 1970年10月28日              | 32日        | 無所属     | フセイン1世 (1952–1999)       |
| (15)                                   |      | ワスフィー・アッ＝タル وصفي التل (1919–1971)                            | 1970年10月28日 | 1971年11月28日 (暗殺)       | 1年 + 31日  | 無所属     | フセイン1世 (1952–1999)       |
| 21                                     |      | アフマド・アッ＝ロージー أحمد اللوزي (1925–2014)                        | 1971年11月29日 | 1973年5月26日               | 1年 + 178日 | 無所属     | フセイン1世 (1952–1999)       |
| 22                                     |      | ザイド・アッ＝リファーイー زيد الرفاعي (1936–)                          | 1973年5月26日  | 1976年7月13日               | 3年 + 48日  | 無所属     | フセイン1世 (1952–1999)       |
| 23                                     |      | ムダル・バドラーン مضر بدران (1934–2023)                                | 1976年7月13日  | 1979年12月19日              | 3年 + 159日 | 無所属     | フセイン1世 (1952–1999)       |
| 24                                     |      | アブドゥルハミード・シャラフ (1939–1980)                                | 1979年12月19日 | 1980年7月3日 (在職中に死去) | 197日       | 無所属     | フセイン1世 (1952–1999)       |
| 25                                     |      | カーシム・アッ＝リーマーウィ قاسم الريماوي (1918–1982)                  | 1980年7月3日   | 1980年8月28日               | 56日        | 無所属     | フセイン1世 (1952–1999)       |
| (23)                                   |      | ムダル・バドラーン مضر بدران (1934–2023)                                | 1980年8月28日  | 1984年1月10日               | 3年 + 135日 | 無所属     | フセイン1世 (1952–1999)       |
| 26                                     |      | アフマド・オベイダート أحمد عبيدات (1938–)                              | 1984年1月10日  | 1985年4月4日                | 1年 + 84日  | 無所属     | フセイン1世 (1952–1999)       |
| (22)                                   |      | ザイド・アッ＝リファーイー زيد الرفاعي (1936–)                          | 1984年4月4日   | 1989年4月27日               | 4年 + 23日  | 無所属     | フセイン1世 (1952–1999)       |
| 27                                     |      | ザイド・ビン・シャーケル زيد بن شاكر (1934–2002)                        | 1989年4月27日  | 1989年12月4日               | 221日       | 軍人       | フセイン1世 (1952–1999)       |
| (23)                                   |      | ムダル・バドラーン مضر بدران (1934–2023)                                | 1989年12月4日  | 1991年6月19日               | 1年 + 197日 | 無所属     | フセイン1世 (1952–1999)       |
| 28                                     |      | ターヘル・アル＝マスリー طاهر المصري (1942–)                            | 1991年6月19日  | 1991年11月21日              | 155日       | 無所属     | フセイン1世 (1952–1999)       |
| (27)                                   |      | ザイド・ビン・シャーケル زيد بن شاكر (1934–2002)                        | 1991年11月21日 | 1993年5月29日               | 1年 + 189日 | 軍人       | フセイン1世 (1952–1999)       |
| 29                                     |      | アブドッサラーム・マジャーリー عبد السلام المجالي (1925–2023)           | 1993年5月29日  | 1995年1月7日                | 1年 + 223日 | 無所属     | フセイン1世 (1952–1999)       |
| (27)                                   |      | ザイド・イビン・シャーケル زيد بن شاكر (1934–2002)                      | 1995年1月7日   | 1996年2月4日                | 1年 + 28日  | 軍人       | フセイン1世 (1952–1999)       |
| 30                                     |      | アブドゥルカリーム・アル＝カバーリーティー عبد الكريم الكباريتي (1949–) | 1996年2月4日   | 1997年3月9日                | 1年 + 33日  | 無所属     | フセイン1世 (1952–1999)       |
| (29)                                   |      | アブドッサラーム・マジャーリー عبد السلام المجالي (1925–2023)           | 1997年3月9日   | 1998年8月20日               | 1年 + 164日 | 無所属     | フセイン1世 (1952–1999)       |
| 31                                     |      | ファーイズ・タラーウネ فايز الطراونة (1949–2021)                        | 1998年8月20日  | 1999年3月4日                | 196日       | 無所属     | フセイン1世 (1952–1999)       |
| 32                                     |      | アブドッラウーフ・ラワーブデ (1939–)                                    | 1999年3月4日   | 2000年6月19日               | 1年 + 107日 | 無所属     | アブドゥッラー2世 (1999–現在) |
| 33                                     |      | アリー・アブー・アッ＝ラーゲブ علي أبو الراغب (1946–)                   | 2000年6月19日  | 2003年10月25日              | 3年 + 128日 | 無所属     | アブドゥッラー2世 (1999–現在) |
| 34                                     |      | ファイサル・アル＝ファーイズ فيصل الفايز (1952–)                        | 2003年10月25日 | 2005年4月6日                | 1年 + 163日 | 無所属     | アブドゥッラー2世 (1999–現在) |
| 35                                     |      | アドナーン・バドラーン عدنان بدران (1935–)                              | 2005年4月6日   | 2005年11月27日              | 235日       | 無所属     | アブドゥッラー2世 (1999–現在) |
| 36                                     |      | マアルーフ・アル＝バヒート معروف البخيت (1947–2023)                     | 2005年11月27日 | 2007年11月25日              | 1年 + 363日 | 無所属     | アブドゥッラー2世 (1999–現在) |
| 37                                     |      | ナーデル・アッ＝ザハビー نادر الذهبي (1946–)                            | 2007年11月25日 | 2009年12月14日              | 2年 + 19日  | 無所属     | アブドゥッラー2世 (1999–現在) |
| 38                                     |      | サミール・アッ＝リファーイー سمير زيد الرفاعي (1966–)                   | 2009年12月14日 | 2011年2月1日                | 1年 + 57日  | 無所属     | アブドゥッラー2世 (1999–現在) |
| (36)                                   |      | マアルーフ・アル＝バヒート معروف البخيت (1947–2023)                     | 2011年2月9日   | 2011年10月24日              | 257日       | 無所属     | アブドゥッラー2世 (1999–現在) |
| 39                                     |      | アウン・アル＝ハサーウネ عون الخصاونة (1950–)                           | 2011年10月24日 | 2012年5月2日                | 191日       | 無所属     | アブドゥッラー2世 (1999–現在) |
| (31)                                   |      | ファーイズ・タラーウネ فايز الطراونة (1949–2021)                        | 2012年5月2日   | 2012年10月11日              | 162日       | 無所属     | アブドゥッラー2世 (1999–現在) |
| 40                                     |      | アブドゥッラー・アン＝ヌスール عبد الله النسور (1939–2021)              | 2012年10月11日 | 2016年6月1日                | 3年 + 234日 | 無所属     | アブドゥッラー2世 (1999–現在) |
| 41                                     |      | ハーニー・アル＝ムルキー هاني الملقي (1951–)                            | 2016年6月1日   | 2018年6月4日                | 2年 + 13日  | 無所属     | アブドゥッラー2世 (1999–現在) |
| 42                                     |      | オマル・アッ＝ラッザーズ عمر الرزاز (1961–)                             | 2018年6月4日   | 2020年10月12日              | 2年 + 120日 | 無所属     | アブドゥッラー2世 (1999–現在) |
| 43                                     |      | ビシェル・アル＝ハサーウネ بشر الخصاونة (1969–)                         | 2020年10月12日 | 2024年9月15日               | 3年 + 339日 | 無所属     | アブドゥッラー2世 (1999–現在) |
| 44                                     |      | ジャアファル・ハッサーン جعفر حسان                                      | 2024年9月15日  |                             | 178日       | 無所属     | アブドゥッラー2世 (1999–現在) |